# Йожеф Ноа
Йожеф Ноа (угор. Noa Jozsef; нар. 21 жовтня 1856, Зренянин - 1 червня 1903, Будапешт) – угорський шахіст, по професії суддя.
Засновник шахового клубу Neusatz. Попри те, що не виграв жодного значущого шахового турніру, упродовж своєї кар'єри переміг багатьох майстрів – Михайла Чигоріна, Джеймса Мейсона і Джозефа Генрі Блекберна в 1882 році у Відні, двічі Генрі Берда в 1883 році в Лондоні, 1885 року в Гамбурзі Ісидора Гунсберга, 1887 року у Франкфурті Йоганна Германа Цукерторат і Джорджа Генрі Макензі, 1896 року в Будапешті Гезу Мароці.
За даними ретроспективної рейтингової системи Chessmetrics, найсильнішу гру показував у листопаді 1884 року, займаючи тоді 16-те місце у світі.